# Nouvelle Meuse
Pour les articles homonymes, voir Meuse.
La Nouvelle Meuse (en néerlandais Nieuwe Maas) est une rivière néerlandaise de la province de Hollande-Méridionale. La ville de Rotterdam est située sur les rives de la Nouvelle Meuse, par-dessus laquelle passe son fameux pont Érasme (Erasmusbrug). En dépit de son nom se référant à la Meuse, cette rivière est un bras du Rhin.

## Géographie
La Nouvelle Meuse est une branche du delta commun au Rhin (via le Lek), à la Meuse (via la Merwede puis la Merwede inférieure) et à la rivière Noord, qui s’unissent en aval de Rotterdam pour déboucher en Mer du Nord via le Nieuwe Waterweg,,.
La Nouvelle Meuse se forme à Slikkerveer au confluent du Lek et du Noord. Elle coule vers l'ouest, à travers Rotterdam. Nouvelle et Vieille Meuse se rejoignent près de Flardingue. De ce confluent naît le Scheur qui se jette dans la mer du Nord par la Nieuwe Waterweg,.

## Histoire
Au Moyen Âge cette section de fleuve était considérée comme la continuité de la Merwede, elle-même une branche du Rhin. Au XIIIe siècle, une série d'inondations ont modifié le cours de la Meuse, repoussé plus au nord, entraînant une modification de son nom. La Nouvelle Meuse continuait son cours à travers l'actuelle zone industrielle de Botlek, en passant par Brielle, jusqu'à la mer du Nord.
L'embouchure de la Nouvelle Meuse s'ensablant, la Nieuwe Waterweg a été creusée et ouverte dès 1872. L'ancienne embouchure ou Meuse de Brielle a été barrée en 1950, formant le bras mort de la Brielse Maas.

## Affluents
Son affluent principal est l'Yssel hollandais, dont le confluent se situe à Kralingseveer, à 4 km du début de la Nouvelle Meuse. Plus à l'ouest, la Nouvelle Meuse reçoit la Rotte et la Schie.

## Caractéristiques
La rivière mesure 24 km, son lit occupe un espace s'échelonnant entre 265 et 465 m. Son niveau varie entre un minimum de −13,40 m et un maximum de −5,20 m par rapport au référentiel NAP.

## Aménagement
La Nouvelle Meuse parcourant l'une des zones les plus densément peuplées des Pays-Bas, beaucoup d'ouvrages d'art, notamment des tunnels et des ponts, tels que le pont de Königshaven, ont été construits pour la franchir. Une importante zone portuaire et industrielle borde la rivière, essentiellement sur sa rive gauche.